# Helen Ogston
Pour les articles homonymes, voir Ogston.
Helen Charlotte Elizabeth Ogston plus tard Townroe puis Bullimore (1882-1973) est une suffragette écossaise connue pour avoir interrompu David Lloyd George, alors chancelier de l'Échiquier, en décembre 1908 lors d'une réunion au Royal Albert Hall et pour avoir ensuite repoussé les stewards avec un fouet pour chien.

## Biographie
Helen Ogston est née à Aberdeen en 1882. Son père, Sir Alexander Ogston, médecin et professeur de médecine légale à l'université d'Aberdeen, est connu comme découvreur du staphylocoque. Il s'est marié deux fois. Il a trois enfants avec sa première femme et se remarie plus tard avec Isabella Margaret Matthews et ils ont cinq enfants, dont Helen et Constance Amelia Irene. Helen obtient un diplôme en sciences à l'université d'Aberdeen avant s'installer à Londres où elle devient inspectrice sanitaire. Sa sœur Constance et elle deviennent membres de la Women's Social and Political Union en 1908. Elle est oratrice de la WSPU en juin 1908 lors de la manifestation à Hyde Park, puis à Battersea en octobre.
Le 5 décembre 1908, elle assiste à une réunion au cours de laquelle David Lloyd George est attendu comme orateur, au Royal Albert Hall à Londres. La réunion est organisée par la Women's Liberal Federation et, même si Lloyd George doit prendre la parole, on soupçonne qu'il évitera d'aborder la question la plus importante du vote des femmes. 

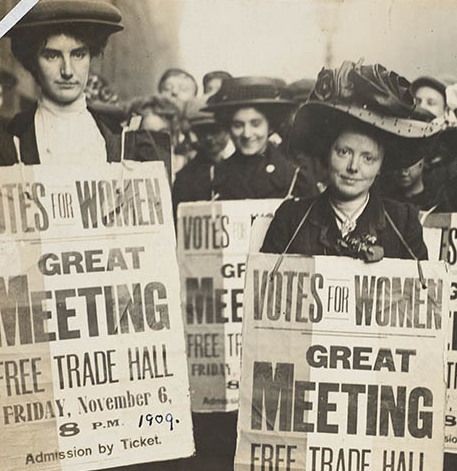
Helen Ogston et Mary Gawthorpe.

Les stewards tentent de l'expulser et elle se défend avec un fouet pour chien. Alors qu'elle est expulsée, quelqu'un lui frappe la poitrine et un autre lui brûle le poignet avec un cigare allumé. Elle fait un article dans les journaux locaux. À la suite de la manifestation, Lloyd George empêche les femmes d'assister aux futurs pourparlers. Ogston explique pourquoi elle utilise le fouet :
« Un homme a mis le bout allumé de son cigare sur mon poignet ; un autre m'a frappée à la poitrine. Les stewards se sont précipités dans la loge et m'ont renversée. J'ai dit que je sortirais tranquillement, mais que je ne me soumettrais pas à leurs manipulations. Ils m'ont tous frappée. Je n'ai pas pu le supporter. Je ne pense pas que nous devrions nous soumettre à une telle violence. Il ne s'agit pas d'être expulsés et battus,. »
Ogston travaille pour la WSPU à Brighton en janvier 1909 et conduit une campagne du mouvement dans le sud de l'Angleterre en novembre. Elle quitte vraisemblablement la WSPU lorsqu'elle devient organisatrice rémunérée de la New Constitutional Society for Women's Suffrage en 1910. 
Helen Ogston s'est mariée deux fois. Elle épouse le Dr Eugene Dunbar Townroe le 4 mai 1912 au King's College, Old Aberdeen, en Écosse. Elle épouse ensuite Granville Havelock Bullimore le 3 janvier 1929 à Norwich dans le Norfolk. Sa soeur Constance se marie pour sa part en 1920.
Elle meurt le 4 juillet 1973 à Malvern, dans le Worcestershire.